# 卡氏鋸鱗鰕虎
卡氏鋸鱗鰕虎（学名：Priolepis kappa），又名卡氏鋸鱗鰕虎魚，为鰕虎科鋸鱗鰕虎魚屬下的一个种。